# The Right Stuff (blog)
The Right Stuff é um website de mídia neo-nazista, que defende o negacionismo do holocausto e supremacismo branco, além de outras teorias da conspiração. Foi fundado por Mike Enoch e hospeda vários podcasts, incluindo The Daily Shoah. O blog é mais conhecido por popularizar o uso de "ecos", um marcador  que usa parênteses triplos em torno de nomes usados para identificar judeus e pessoas da fé judaica nas mídias sociais. Faz parte do movimento de alt-right mais amplo nos Estados Unidos.